# Сабанин, Эдуард Владимирович
Эдуа́рд Влади́мирович Саба́нин (укр. Едуард Володимирович Сабанін; 1968) — украинский военнослужащий, капитан, участник российско-украинской войны. Герой Украины (2024).

## Биография
Проживает в Козельщинском районе Полтавской области. До начала войны работал фермером.
С началом российского вторжения в Украину служит в составе 66-й отдельной механизированной бригады имени князя Мстислава Храброго. 
С марта по октябрь 2023 года подразделение под его командованием уничтожило и вывело из строя 52 танка и другую бронетехнику противника.
Во время боёв в Луганской области капитан получил тяжёлое ранение, но несмотря на это обеспечил эвакуацию товарищей из-под обстрела и оказал первую помощь раненому бойцу.

## Награды
- Звание «Герой Украины» с удостоением ордена «Золотая Звезда» (24 февраля 2024) — за личное мужество и героизм, проявленные в защите государственного суверенитета и территориальной целостности Украины, верность военной присяге[1].